# Adapsilia coarctata
Adapsilia coarctata är en tvåvingeart som först beskrevs av Antoni Stanisław Waga 1842.  Adapsilia coarctata ingår i släktet Adapsilia och familjen Pyrgotidae. Inga underarter finns listade i Catalogue of Life.